# Økologisk krise
 For alternative betydninger, se Krise (flertydig).
Økologisk krise kaldes det fænomen, at miljøet omkring en art eller en population udvikler sig på en sådan måde, som er ugunstig for dens overlevelse.
- Det kan ske ved, at miljøets egenskaber forringes i forhold til artens behov efter en ændring i de abiotiske faktorer (f.eks. en stigning i temperaturen eller et tab af humusindhold i jorden).
- Det kan også ske ved, at miljøet bliver ugunstigt for en arts eller en populations overlevelse på grund af biotiske faktorer, f.eks. øget pres fra rovdyr (overfiskning) eller tab af fødemuligheder (en anden arts uddøen).
- Og så kan det ske ved, at artens eller populationens livsbetingelser forringes på grund af en stigning i antallet af individer (overbefolkning).

## Detaljer
Økologiske kriser kan være mere eller mindre brutale (gentaget med få måneders mellemrum eller med et interval på millioner af år). De kan skyldes naturlige eller menneskeskabte årsager. De kan dreje sig om én eneste art eller – modsat – om et stort antal arter (se artiklen om arters uddøen). Endelig kan en økologisk krise være lokal (olieudslip) eller global (en stigning i havniveauet på grund af global opvarmning).

### Lokale kriser
I sammenhæng med graden af endemismer i miljøet får en lokal krise mere eller mindre markante konsekvenser, som strækker sig fra mange individers død til en arts uddøen. Når en eller flere arter forsvinder, så vil det ofte indebære en afbrydelse i fødekæden, hvad der end var den oprindelige årsag. Det vil så i næste omgang få indvirkning på andre arters overlevelse.

### Globale kriser
Når det drejer sig om en global krise, kan konsekvenserne være meget mere markante. Nogle af de geologiske begivenheder viser en forsvinden af mere end 90% af alle de livsformer, der fandtes på tidspunktet. Det skal dog bemærkes, at en bestemt dyregruppes forsvinden (f.eks. det at dinosaurerne forsvandt) tillader udvikling og artsdiversitet blandt andre grupper (i dette tilfælde: pattedyrene), ved at økologiske nicher bliver ledige. En økologisk krise fik således på paradoksal måde begunstiget den samlede biodiversitet.

### Fra krise til stabil tilstand
Det hænder, at en økologisk krise kan være et specielt fænomen, der kan tilbageføres til udgangssituationen på økosystemniveau (for økosystemet er f.eks. alt tilbage ved udgangspunktet, når en anden art overtager den ledige niche efter en uddød). Men det er mere almindeligt, at krisens følger er vedvarende. I virkeligheden er krisen en sammenhængende serie af begivenheder, der skaber en uafvendelig virkning på et vist punkt. Derfra er det ikke længere muligt at vende tilbage til den oprindelige, stabile tilstand, og der vil efterhånden opstå en ny, stabil tilstand (se homøorhesi).

## Diversitet
Desuden kan en økologisk krise både forårsage uddøen og – mere enkelt – forringe de tilbageblevne individers livskvalitet. Ofte vil livsbetingelserne være stærkt forringede i et stykke tid, inden arten uddør. I den fase har arten mulighed for at overleve ved at tilpasse sig nye nichevilkår. Selv om man ofte betragter diversiteten som truet inden for menneskepopulationen (se også oprindelige folk), så er der få, der forestiller sig, at mennesket vil forsvinde på kort sigt. Alligevel er der en række faktorer, der har betydning for menneskers velfærd: epidemier, hungersnød, forringet luftkvalitet, fødevare-kriser, pladsmangel, ophobning af giftigt eller ikke-nedbrydeligt affald og trusler mod centrale arter, f.eks. menneskeaber, pandaer og hvaler.
På grund af dets teknologiske fremskridt og en kraftig stigning i befolkningstal, er mennesket den eneste art, hvis aktiviteter har afgørende indflydelse på dets egne miljøvilkår. I løbet af de seneste årtier har der dog vist sig en øget ansvarlighed hos mennsker i forbindelse med økologiske kriser.

## Eksempler på kriser
Nogle af de økologiske kriser, der ofte nævnes, er følgende:
- Perm-Trias udslettelsen for 250 million år siden
- Kridt-Tertiær udslettelsen for 65 million år siden
- Den globale opvarmning sat i forhold til drivhuseffekten. Opvarmningen kan muligvis medføre oversvømmelse af de asiatiske deltaområder (se økoflygtning), mangedobling i hyppigheden af ekstremt vejr og forandringer i sammensætning og mængde af fødevareressourcerne (se Global opvarmning og agerbrug)
- Hullet i Ozonlaget
- Skovhugst og ørkendannelse, som medfører, at mange arter forsvinder
- Kernekraftværkets nedsmeltning ved Chernobyl i 1986 var skyld i, at mange mennesker og dyr døde af kræft, og den forårsagede mutationer hos et stort antal dyr og mennesker. Området omkring værket er nu helt forladt på grund af den høje strålingsintensitet, der opstod ved nedsmeltningen.

## Note
1. ↑  National Climatic Data Center: The Dust Bowl Drought (engelsk)